# الخاندرو مارتینوچیو
الخاندرو مارتینوچیو (انگلیسی: Alejandro Martinuccio؛ زادهٔ ۱۶ دسامبر ۱۹۸۷) بازیکن فوتبال اهل آرژانتین است.
از باشگاه‌هایی که در آن بازی کرده‌است می‌توان به باشگاه فوتبال کوریتیبا، باشگاه فوتبال ویارئال، باشگاه ورزشی کروزیرو، باشگاه فوتبال فلومیننزه، و باشگاه فوتبال پنیارول اشاره کرد.